# De Rojas
De Rojas är en ort i Mexiko.   Den ligger i kommunen Tlacotepec de Benito Juárez och delstaten Puebla, i den sydöstra delen av landet, 180 km sydost om huvudstaden Mexico City. De Rojas ligger 1 904 meter över havet och antalet invånare är 607.
Terrängen runt De Rojas är kuperad söderut, men norrut är den platt. Runt De Rojas är det ganska glesbefolkat, med 45 invånare per kvadratkilometer. Närmaste större samhälle är Santa María la Alta, 3,4 km söder om De Rojas. Trakten runt De Rojas består i huvudsak av gräsmarker.